# Delia Crespo
Delia Rosa Crespo Benítez (Quito, 1925-Ibidem, 11 de junio de 2017) fue una cocinera ecuatoriana quien con el seudónimo de 'Kristy', publicó en 1970 un libro con 700 recetas sencillas de preparar en casa. Es considerada un referente de la cocina de su país.

## Biografía
Aprendió a cocinar desde niña y durante la adolescencia comenzó a crear recetas. Contrajo matrimonio y tuvo cuatro hijos, enviudó a los 38 años.
Una de sus vecinas laboraba en el diario El Tiempo y la invitó a colaborar para compartir sus recetas, inició en Conocimientos útiles e Ideas constructivas, secciones en donde escribió consejos, posteriormente en la columna Cocinemos con Kristy en la cual, redactó las preparaciones de los platos. Eligió el seudónimo de Kristy por Cristina, su hija menor, quien la acompañaba en la cocina.
Después trabajó en El Comercio, periódico en donde publicaba las recetas dos veces a la semana. En 1969 recopiló las preparaciones para conformar el libro Cocinemos con Kristy: 700 recetas escogidas y fáciles de preparar que fue publicado en 1970. Incluye cómo preparar sopas, caldos, cremas, pescados, mariscos, aves, legumbres y postres, entre otros; de la gastronomía típica e internacional. Es el libro de cocina más vendido de Ecuador, considerado un "recetario representativo" y "una reliquia generacional", también es un texto de material de apoyo en algunas escuelas.
Al respecto, el presidente de la Asociación de Chefs del Ecuador declaró en una entrevista:

No había libros que expliquen cómo hacer la cocina ecuatoriana, las recetas fueron producidas y sencillas de manejar.
Mauricio Armendaris.

El siguiente libro Cocinemos con Kristy Tomo II: 750 nuevas recetas fáciles de preparar (2000), contiene algunas recetas inspiradas en la gastronomía oriental para preparar con ingredientes disponibles en Ecuador. La idea surgió durante una visita de Delia Crespo con uno de sus hijos a Japón, Corea, Taiwán y Hong Kong.
Además de la prensa y los libros, también incursionó en la televisión para mostrar sus recetas en el programa Mujeres Siglo XX.
En 2009 recibió un reconocimiento por su contribución a la difusión de la cocina ecuatoriana de parte del Gobierno de la Provincia de Pichincha.
Falleció durante la madrugada del 11 de junio de 2017 debido a un cáncer de páncreas. Sus restos fueron sepultados en el cementerio de El Batán en Quito, Ecuador.

## Reconocimiento
- 2009, Reconocimiento por la difusión de la gastronomía nacional por parte del Gobierno de la Provincia de Pichincha.[2][8]

## Libros
- 2000, Cocinemos con Kristy Tomo II: 750 nuevas recetas fáciles de preparar.[8][3]
- 1969, Cocinemos con Kristy: 700 recetas escogidas y fáciles de preparar.[9]